# Front Narodowy (Szwajcaria)
Front Narodowy (niem. Nationale Front, NF) – szwajcarskie skrajnie prawicowe ugrupowanie polityczne działające w latach 30. i na pocz. lat 40. XX wieku
Geneza ugrupowania sięga końca lat 20., kiedy na uniwersytecie w Zurychu powstały kluby dyskusyjne, wyrażające hasła antysemityzmu, nacjonalizmu i wspierające rasistowskie teorie niemieckich narodowych socjalistów. Część z nich połączyła się w 1932 r. w partię polityczną pod nazwą Front Narodowy. Na jego czele stanął Hans Vonwyl. Działał on głównie w kantonach niemieckojęzycznych. Wymagał od swoich członków aryjskiego pochodzenia. Organami prasowymi były silnie antysemickie pismo „Der Eiserne Besen” („Żelazna Miotła”) i redagowany przez Hansa Oehlera „Die Front”. W 1933 r. przyłączyło się do niego inne ugrupowanie Nowy Front. Odtąd Front Narodowy stał się bardziej ortodoksyjnie faszystowski. Jego rozrost liczebny doprowadził do liczby ok. 10 tys. członków. Popierało go kilku znanych pisarzy, m.in. Jakob Schaffner. Dzięki temu uzyskano względny sukces w wyborach kantonalnych w Zurychu (6,2% głosujących) i w Szafuzie (27,1%). Występując przeciwko systemowi liberalnej demokracji parlamentarnej, Front Narodowy dążył do przeprowadzenia w 1935 r. referendum ludowego w sprawie zmian w konstytucji. Miały one polegać na przemodelowaniu systemu rządowego Szwajcarii w duchu nacjonalistycznym, rasowym i autorytarnym. Jednakże akcja ta zakończyła się niepowodzeniem, przyśpieszając spadek poparcia społecznego partii. Doszły do tego jeszcze oskarżenia o jej finansowanie z Niemiec. W jej kierownictwie doszło ponadto do konfliktów; grupa bardziej ekstremistycznych działaczy pod kierownictwem H. Oehlera zaczęła oskarżać dotychczasową linię programową partii za zbyt mało radykalną. Do 1939 r. utracono wszystkie miejsca w radzie miejskiej Zurycha. W międzyczasie w styczniu 1938 r. nowym przywódcą ugrupowania został Robert Tobler, zastępując H. Vonwyla, którego skazano za szpiegostwo i osadzono w więzieniu. W 1940 r. Front Narodowy został rozwiązany, ale nielegalnie działał jeszcze w szczątkowej postaci do 1943 r.
Do jego tradycji nawiązuje obecnie Partia Narodowo Zorientowanych Szwajcarów (Partei National Orientierter Schweizer), założona w 2000 r.